# Xabier Añoveros Trias de Bes
Xabier Añoveros Trias de Bes   (Pamplona, 18 de juny de 1944 - Tui, 4 de setembre de 2024) va ser un advocat espanyol. Fou alumne del Col·legi Casp-Sagrat Cor de Jesús. Doctor en Dret per la Universitat de Barcelona, va iniciar la seva carrera professional com a lletrat de Caixa Catalunya, entitat en la qual va ocupar el càrrec de responsable de l'assessoria jurídica entre 1984 i 1990. El 1982 va fundar el bufet professional Digestum Legal. Va ser conseller de Gas Natural.
Añoveros Trias de Bes va compaginar la seva carrera professional amb l'activitat docent essent professor titular de dret mercantil i professor de sectors financers, ambdós a la Facultat de Dret de la Universitat de Barcelona. Així mateix, va ser professor en els màsters de dret concursal i societats de capital del Col·legi d'Advocats de Barcelona. Va ser autor de quatre llibres i d'una vintena de treballs sobre dret mercantil. Era membre de la Societat Catalana de Bibliòfils, editor de la junta de govern de la Reial Acadèmia de Doctors i membre de la junta del Círculo Ecuestre.
Va ser un dels fundadors de la Unió del Poble Navarrès, partit del qual tenia el carnet número 21.

## Família
Fill de Maria Rosa Trias de Bes i Borràs i del navarrès Julio Añoveros, Xabier Añoveros era germà de Julio Añoveros Trias de Bes, net del jurista i polític Josep Maria Trias de Bes i Giró, besnet de Joan de Déu Trias i rebesnet de Frederic Trias.
Alhora, era cosí germà de Francesc Tusquets, Carles Tusquets, Josep Maria Trias de Bes i Serra i Jaime García Añoveros. També era nebot del bisbe Antonio Añoveros i nebot valencià de Santiago Dexeus i de Josep Maria Dexeus. Es casà amb Julia García-Valdecasas, amb qui tingué tres fills, essent, doncs, gendre de Francisco García-Valdecasas.